# Osteria Francescana
L'Osteria Francescana és un restaurant italià ubicat a la ciutat de Mòdena, propietat del xef Massimo Bottura.
Massimo Bottura va obrir l'Osteria Francescana el 1995. Els anys 2016 i 2018 l'Osteria Francescana va ser nomenada com el millor restaurant del món a la llista dels 50 millors restaurants del món, publicada per la revista britànica The Restaurant Magazine, convertint-se en el primer establiment culinari italià a guanyar aquest guardó. També va aconseguir la segona posició el 2015 i la tercera el 2013 i 2014.
L'Osteria Francescana posseeix tres estrelles Michelin i ocupa el primer lloc a la guia d'aliments italians l'Espresso - Ristoranti d'Italia amb una puntuació de 20/20.